# Friedrich von Hohenzollern

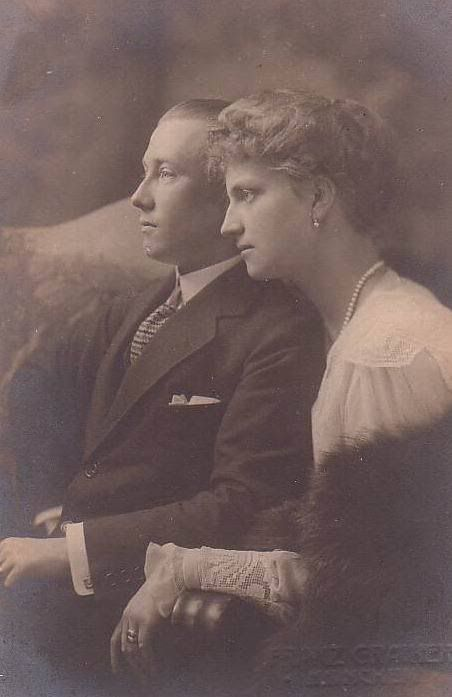
Friedrich von Hohenzollern und seine Frau Margarete, 1921

Friedrich Viktor von Hohenzollern (amtlicher Geburtsname: Friedrich Viktor Pius Alexander Leopold Karl Theodor Ferdinand Prinz von Hohenzollern, * 30. August 1891 in Heiligendamm; † 6. Februar 1965 in Krauchenwies) war von 1927 bis 1965 Oberhaupt des ehemals fürstlichen Hauses Hohenzollern. Als solcher erhob er entgegen den gesetzlichen Bestimmungen der Weimarer Republik  und des Freistaates Preußen seit 1927 Anspruch auf die Anrede Hoheit und den Primogenitur-Namen Fürst von Hohenzollern.

## Leben
Prinz Friedrich war der erstgeborene Sohn des Fürsten Wilhelm von Hohenzollern (1864–1927) und der Fürstin Maria Theresia. Friedrich hatte einen jüngeren Zwillingsbruder, Franz Joseph Prinz von Hohenzollern (1891–1964). Die ein Jahr ältere Schwester Auguste Viktoria heiratete 1913 den entthronten letzten König von Portugal, Emanuel II. und nach dessen Tod Karl Robert Graf Douglas.
Der Erbprinz studierte Forstwirtschaft und Nationalökonomie. Als preußischer Offizier nahm er am Ersten Weltkrieg teil. Er schied 1919 als Hauptmann aus dem aktiven Militärdienst aus.
Nun verwaltete er bis zum Tod seines Vaters 1927 das Hohenzollernsche Gut in Umkirch bei Freiburg im Breisgau. Dieses hatte er von König Carol I. von Rumänien geerbt.
Der Weimarer Republik stand Friedrich von Hohenzollern von Anfang an ablehnend gegenüber. Er war dem traditionellen Katholizismus zugeneigt sowie der Reichsideologie der katholischen Konservativen. Mit dem Tod seines Vaters 1927 nahm er entsprechend der Hausgesetze den Namen Fürst von Hohenzollern an, was von 1927 bis 1931 zu einem Namens- und Titelstreit mit den preußischen Behörden führte. Der Regierungspräsident der Hohenzollernschen Lande, Alfons Scherer, setzte in einem Rundschreiben vom 9. Juli 1928 die Behörden in Kenntnis, dass Friedrich Prinz von Hohenzollern nach dem Ableben seines Vaters weder das Prädikat Hoheit noch die Bezeichnung Fürst von Hohenzollern zustand. Weiter betonte Scherer in dem Schreiben, dass der Familienname Prinz von Hohenzollern lautet und die Bezeichnung Fürst von Hohenzollern 1927 mit dem Tode von Wilhelm Fürst von Hohenzollern erloschen war und deshalb nicht auf dessen Sohn Friedrich übergehen konnte. Besonders hob er hervor, dass die Bezeichnung Fürst Friedrich von Hohenzollern verboten war. Dabei wies er ausdrücklich auf Artikel 109 Absatz 3 der Reichsverfassung hin, ebenso auf das preußische Adelsgesetz vom 23. Juni 1920. Es wurde den preußischen Landes- und Kommunalbehörden generell untersagt, die Wörter Fürst und Hof zu verwenden. Deshalb wurde Fürst Friedrich nun offiziell als Herr Friedrich Prinz von Hohenzollern behandelt. Daraus entstand ein jahrelanger politischer Streit des Fürstenhauses mit dem Regierungspräsidium, weil Friedrich von Hohenzollern auf der Anrede Hoheit und dem Titel Fürst bestand. Er drohte der Stadt Sigmaringen mit der Verlegung seiner Verwaltung nach München. Dies bewog die Stadtväter, beim preußischen Innenministerium in Berlin auf die Ablösung des Regierungspräsidenten hinzuwirken. Der Innenminister Carl Severing (SPD) versetzte den Regierungspräsidenten Scherer am 31. August 1931 in den einstweiligen Ruhestand. Das Fürstenhaus hatte den politischen Kampf um Namen und Anrede gewonnen. Der neue Regierungspräsident Heinrich Brand leistete dem Anspruch, als Hoheit angeredet und als Fürst bezeichnet zu werden, keinen weiteren Widerstand.
Trotz der widrigen Verhältnisse während der Weltwirtschaftskrise gelang es Friedrich von Hohenzollern, den Besitz des Hauses und seiner Betriebe, insbesondere den umfangreichen Forstbesitz in Ostdeutschland, zu sichern. Es gelang ihm, Teile der bereits von seinem Vater veräußerten Kunstschätze wieder zu erwerben und so die Hohenzollernsche Kunstsammlung zu retten. Friedrich von Hohenzollern war Ehrenvorsitzender des Vereins schlesischer Malteser-Rechtsritter, Großprior des Lazarus-Ordens in Deutschland sowie Chef des Stahlhelms in Württemberg und Baden. Seine Affinität zur militärischen Traditionspflege führte zur Annäherung an den Nationalsozialismus. Sein jüngerer Zwillingsbruder Franz Joseph Prinz von Hohenzollern, genau wie er mit einer Tochter von König Friedrich August III. von Sachsen verheiratet, trat der SS bei. Im Jahre 1935 gestand der NS-Staat Friedrich von Hohenzollern das Prädikat Königliche Hoheit zu. Der von ihm gewünschte Eintritt in die Wehrmacht blieb ihm auf Grund des später sogenannten Prinzenerlasses verwehrt.
Anfang September 1944 musste Friedrich von Hohenzollern mit seiner Familie das Schloss in Sigmaringen verlassen, weil es für die Einquartierung des Vichy-Regimes benötigt wurde. Die mit dem rumänischen König Michael I. verwandte Familie wurde nach dem Frontwechsel Rumäniens von den Achsenmächten im Schloss Wilflingen in Langenenslingen interniert. Mit dem Ende des Zweiten Weltkriegs gingen dem Haus Hohenzollern zwei Drittel des früheren Besitzes verloren.
Der als Fürst Friedrich allgemein bekannte Aristokrat war in den Hohenzollernschen Landen sehr beliebt. Er zeigte weit über die engere Heimat hinaus Einsatz und Hilfsbereitschaft. So unterstützte er zum Beispiel viele religiöse und kulturelle Einrichtungen. An die Klöster Beuron und Habsthal verschenkte er in größerem Umfang Grundstücke. Er engagierte sich auch für die Heimatvertriebenen und den sozialen Wohnungsbau. Auf Schloss Krauchenwies richtete er ein Malteser-Kinderheim für Flüchtlingskinder und Kriegswaisen ein.
Am 6. Februar 1965 verstarb Friedrich von Hohenzollern im Landhaus Krauchenwies.

## Familie und Nachkommen

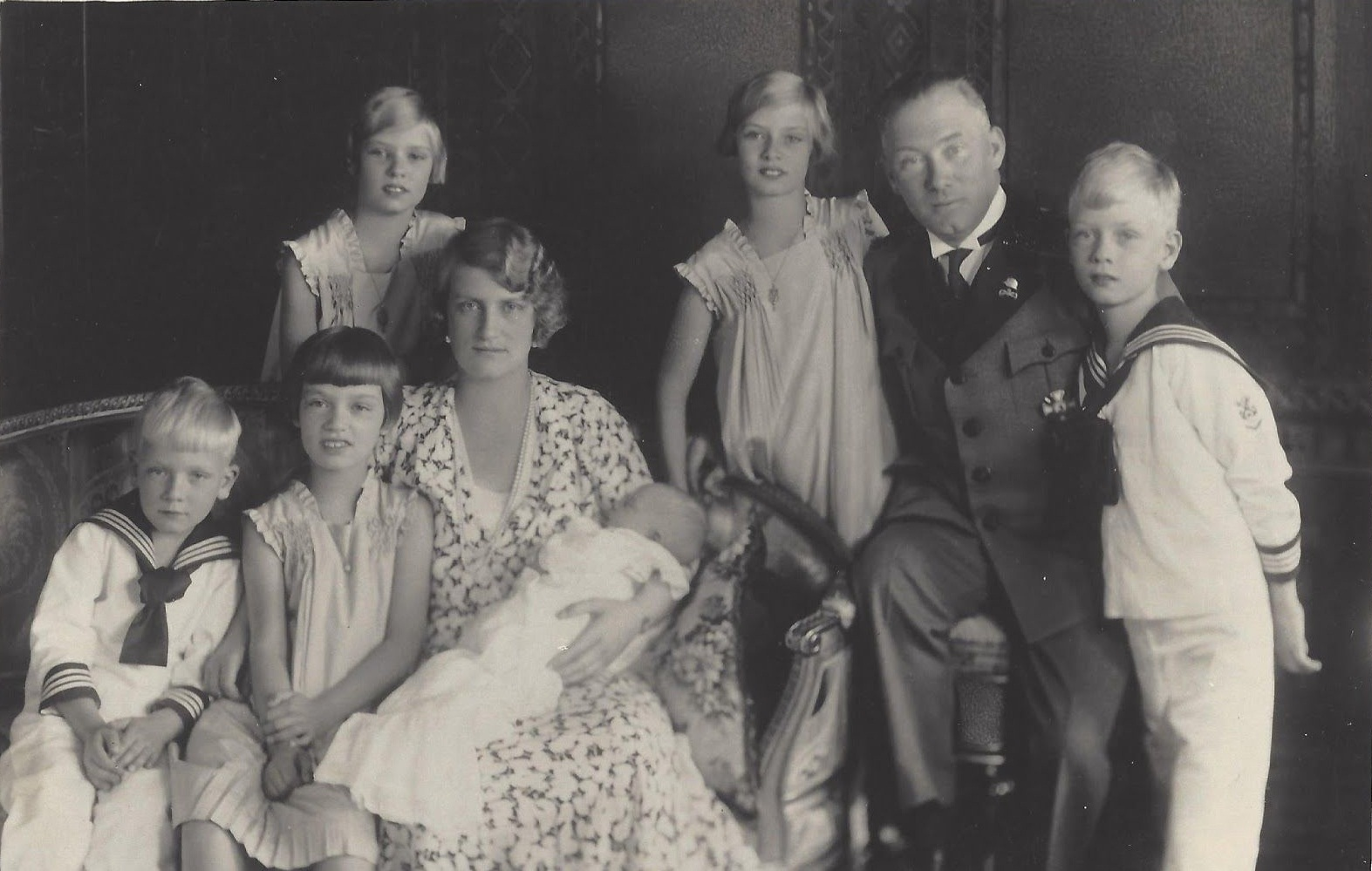
Friedrich von Hohenzollern mit seiner Frau und den gemeinsamen Kindern, 1932

Friedrich von Hohenzollern war verheiratet mit Margarete von Sachsen (1900–1962), der Tochter von König Friedrich August III. von Sachsen (1865–1932) und der Luise von Österreich-Toskana.
Aus der Ehe gingen vier Söhne und drei Töchter hervor:
- Maria Antonia Benedikta Mathilde Anna (* 19. Februar 1921 in Sigmaringen; † 11. Oktober 2011 ebenda)

1. ⚭ 1942 Heinrich Graf von Waldburg zu Wolfegg und Waldsee (1911–1972)

- Maria Adelgunde Alice Luise Josephine (* 19. Februar 1921 in Sigmaringen; † 23. Mai 2006 in Frauenfeld)

1. ⚭ 1942–1948 Konstantin Prinz von Bayern (1920–1969)
2. ⚭ 1950–1962 Werner Hess (1907–2002)
3. ⚭ 1973 Hans Huber (1909–2007)

- Maria Theresia Ludovika Cecilie Zita Elisabeth Hilda Agnes (* 11. Oktober 1922 in Sigmaringen; † 13. Dezember 2004 ebenda), unverheiratet
- Friedrich Wilhelm Ferdinand Joseph Maria Manuel Georg Meinrad (1924–2010)

1. ⚭ 1951 Margarita Ileane Viktoria Alexandra Prinzessin zu Leiningen (1932–1996)

- Franz Josef Hubertus Maria Meinrad Michael (* 15. März 1926 in Umkirch; † 13. März 1996 in Sigmaringen)

1. ⚭ 1950–1951 Maria Ferdinande Prinzessin von Thurn und Taxis (* 1926)
2. ⚭ 1955–1961 Diane Marguerite Prinzessin von Bourbon-Parma (* 1932)

- Johann Georg Carl Leopold Eitel-Friedrich Meinrad Maria Hubertus Michael (1932–2016)

1. ⚭ 1961 Prinzessin Birgitta von Schweden (1937–2024)

- Ferfried Maximilian Pius Meinrad Maria Hubert Michael Justinus (1943–2022)

1. ⚭ 1968–1973 Angela von Morgen (1942–2019)
2. ⚭ 1977–1987 Eliane Etter (* 1947)
3. ⚭ 1999–2007 Maja Synke Meinert (* 1971)

## Ehrungen
Friedrich von Hohenzollern war Ehrenbürger der Städte Sigmaringen und Hechingen und der Gemeinden Umkirch, Krauchenwies, Bayerisch Eisenstein und Hinterhornbach, sowie Ehrensenator der Albert-Ludwigs-Universität Freiburg. Seit 1934 war er Ehrenmitglied der katholischen Studentenverbindung KDStV Wildenstein Freiburg im Breisgau.
Außerdem war er Großkreuz-Ritter des Ritterordens vom Heiligen Grab zu Jerusalem; seine Frau Margarete war Großkreuz-Dame des Ritterordens. Zu Beginn der 1930er Jahre amtierte er als Fürst-Großprior des Lazarus-Ordens in Deutschland.
Im Jahre 1991 erhielt Friedrich von Hohenzollern ein Denkmal im Prinzengarten von Sigmaringen. Es handelt sich um zwei Reliefplatten, die in einen Findling eingelassen wurden. Sie sind ein Werk des Bildhauers Hubertus von Pilgrim.